# Asystent Tronu Papieskiego
Asystent Tronu Papieskiego – honorowy tytuł kościelny przysługujący dawniej członkom dworu papieskiego.
Tytuł ten przysługiwał automatycznie patriarchom Wenecji, Indii Wschodnich i Lizbony, a także niektórym biskupom wyznaczonym przez papieża. Mieli oni prawo zasiadania tuż za kardynałami podczas uroczystości i ceremonii z udziałem Ojca Świętego.
Tytuł asystenta Tronu Papieskiego został zniesiony w motu proprio Pontificalis Domus z dnia 28 marca 1968 przez papieża Pawła VI w ramach reform po Soborze watykańskim II.